# West Indies ou les Nègres marrons de la liberté
Pour plus de détails, voir Fiche technique et Distribution.
West Indies ou les Nègres marrons de la liberté est un film franco-algéro-mauritanien réalisé par Med Hondo, sorti en 1979.

## Synopsis
Le film est une comédie musicale politique qui raconte l'histoire des Antilles, de leur colonisation à leur indépendance, à travers des tableaux théâtraux et des chants en créole. Le film dénonce la colonisation française aux Antilles et en Afrique, et utilise les anciennes usines Citroën comme décor, symbolisant l'exploitation ouvrière.

## Fiche technique
- Titre : West Indies ou les Nègres marrons de la liberté
- Réalisation : Med Hondo, assisté de Jean Léon
- Scénario : Med Hondo, d'après la pièce Les Négriers de Daniel Boukman
- Photographie : François Catonné
- Décors : Jacques Saulnier
- Son : Antoine Bonfanti
- Musique : Georges Rabol et Frank Valmont
- Montage : Youcef Tobni
- Sociétés de production : Les Films Soleil - ONCM (Office National de Cinéma Mauritanien). Radio Télévision Algérienne - Société Interafricaine de Production Cinemagraphique - Yanek Films
- Pays d'origine :  France -  Algérie -  Mauritanie
- Durée : 110 minutes
- Date de sortie : France, 19 septembre 1979

## Distribution
- Robert Liensol : le parlementaire
- Roland Bertin : la Mort
- Hélène Vincent : l'assistante sociale
- Philippe Clévenot : l'abbé
- Jean-Paul Denizon : le représentant des patrons
- Elliot Roy : l'homme
- Toto Bissainthe : sœur Marie Joseph de Cluny
- Gabriel Glissant : 1er acrobate
- Théo Légitimus : Monnerbourg
- Cyril Aventurin : le père de famille
- Fernand Berset : l'hôtelier
- Gérald Bloncourt : M. de la Pierre
- Monique Couturier : la dame de soutien
- Elsie Haas : l'infirmière
- Georges Hilarion : M. Belleville
- Blanche Lolia : Mireille
- Maïté Mansoura : Mlle Flocon
- Josy Mass : la mère de famille
- Véronique Mucret : Colibrijoli
- Louison Roblin : la tenancière
- Mario Santini : le distributeur de tracts
- Tara Schaff : l'assistante antillaise
- Jean-Pierre Sentier : le responsable politique
- Bernard Valdeneige : le maître d'hôtel
- André Weber : ouvrier